# Karierne (Kherson)
|  | Per a altres significats, vegeu «Karierne». |

Karierne (en ucraïnès Кар'єрне) és una vila de l'óblast de Kherson, a Ucraïna. El 2021 tenia 329 habitants.